# شهروز همایون‌فرمنش
شهروز همایون فرمنش(زادهٔ ۲۷ آذرماه ۱۳۶۸ در مشهد) بازیکن والیبال، عضو باشگاه فولاد سیرجان بعدها. عضو تیم ملی والیبال مردان ایران است.
او میان سال های ۲٠۲۲ تا ۲٠۲۴ عضو تیم ملی مردان ایران بود. 

## باشگاهی
وی در تیم‌های میزان خراسان، فولاد سیرجان، شهداب یزد، بانک صادرات، ابومسلم خراسان، هیئت والیبال خراسان، بانک کشاورزی تهران، ثامن الحجج مشهد، سازمان عمران ساری،اینده سازان تربت حیدریه در جام رمضان{98} ،شهرداری کنبد، هراز آمل سابقه بازی دارد.

## تیم ملی
با توجه به عملکرد ممتاز در بازی‌های لیگ والیبال کشور در مردادماه ۱۴۰۱ در فهرست دریافت کننده قدرتی منتخب اردو تیم والیبال برای حضور در مسابقات قهرمانی انتخاب شد

## افتخارات
- قهرمانی لیگ‌برتر با تیم والیبال شهداب یزد[۷]
- مقام سوم لیگ قهرمانان آسیا با شهداب یزد[۸][۹]
- جوانان ایران قهرمان آسیا
- مقام اول باشگاه‌های آسیا با فولاد سیرجان
- قهرمانی کشورهای اسلامی با تیم ملی ب ایران[۱۰]
- نایب قهرمانی در قهرمانی والیبال مردان آسیا ۲۰۲۳ با  تیم ملی ایران
- قهرمانی و کسب مدال طلا در بازی‌های آسیایی ۲۰۲۲ با  تیم ملی ایران